# Норт-Редінг (Массачусетс)
Норт-Редінг (англ. North Reading) — місто (англ. town) в США, в окрузі Міддлсекс штату Массачусетс. Населення — 15 554 особи (2020).

## Демографія
Згідно з переписом 2010 року, у місті мешкали 14 892 особи в 5439 домогосподарствах у складі 4003 родин. Було 5633 помешкання
Расовий склад населення:
| - 95,2 % — білих - 2,7 % — азіатів - 0,6 % — чорних або афроамериканців - 0,2 % — корінних американців |

До двох чи більше рас належало 1,1 %. Частка іспаномовних становила 1,6 % від усіх жителів.
За віковим діапазоном населення розподілялося таким чином: 25,5 % — особи молодші 18 років, 62,1 % — особи у віці 18—64 років, 12,4 % — особи у віці 65 років та старші. Медіана віку мешканця становила 42,0 року. На 100 осіб жіночої статі у місті припадало 96,8 чоловіків;  на 100 жінок у віці від 18 років та старших — 93,9 чоловіків також старших 18 років.
Середній дохід на одне домашнє господарство  становив 147 682 долари США (медіана — 124 750), а середній дохід на одну сім'ю — 169 024 долари (медіана — 143 039). Медіана доходів становила 98 930 доларів для чоловіків та 60 504 долари для жінок. За межею бідності перебувало 3,4 % осіб, у тому числі 2,4 % дітей у віці до 18 років та 4,8 % осіб у віці 65 років та старших.
Цивільне працевлаштоване населення становило 8662 особи. Основні галузі зайнятості: освіта, охорона здоров'я та соціальна допомога — 22,1 %, науковці, спеціалісти, менеджери — 16,4 %, виробництво — 11,8 %, мистецтво, розваги та відпочинок — 9,9 %.